# Adrapsa ablualis
Adrapsa ablualis är en fjärilsart som beskrevs av Walker 1859. Adrapsa ablualis ingår i släktet Adrapsa och familjen nattflyn. Inga underarter finns listade i Catalogue of Life.